# Koninklijke Fanfare Moed & Volharding Velzeke
De Koninklijke Fanfare Moed & Volharding Velzeke is een Belgisch fanfareorkest uit Velzeke, dat werd opgericht in 1891.
De vereniging werd opgericht door een katholieke pastoor uit Vezelke, die de vereniging inzette als politiek strijdmiddel.
Voor het honderdjarig bestaan van de vereniging werd in 1991 een boek van 44 pagina's geschreven door Koenraad de Wolf.